# 5786 Talos
Az 5786 Talos (ideiglenes jelöléssel 1991 RC) egy földközeli kisbolygó. Robert H. McNaught fedezte fel 1991. szeptember 3-án.